# Monumento al Divino Salvador del Mundo

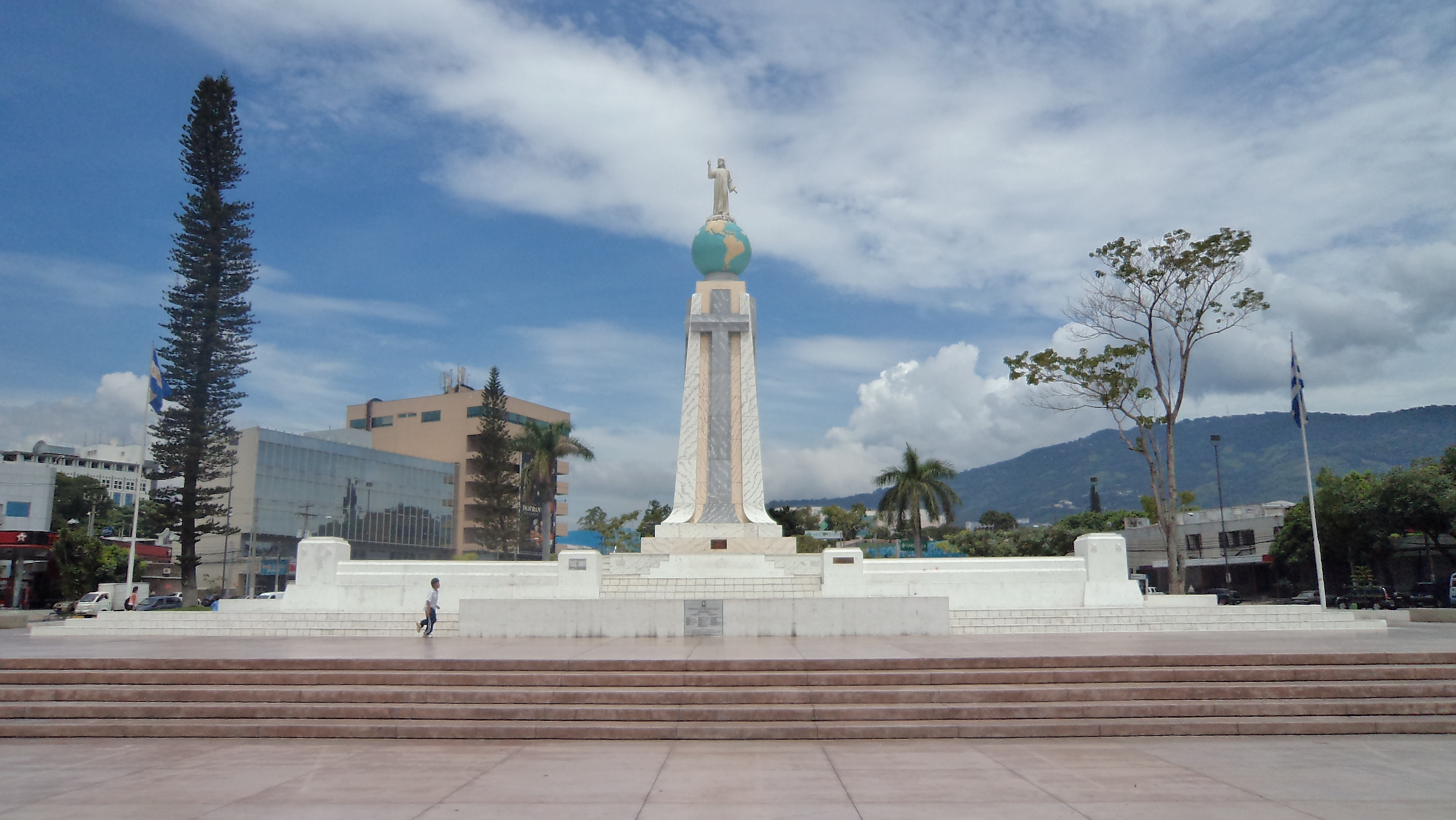
Das „Monumento al Divino Salvador del Mundo“

Monumento al Divino Salvador del Mundo ist ein Monument und das nationale Symbol und Wahrzeichen des Landes El Salvador. 

## Lage
Das nationale Symbol befindet sich im Zentrum der Hauptstadt am Plaza Salvador del Mundo (ehemals Plaza las Américas) in San Salvador.

## Geschichte
Das Denkmal für Jesus Christus, den Erlöser der Welt, wurde von dem Architekten und Künstler José María Barahona Villaseñor entworfen. Die rund 18 Meter hohe Statue besteht aus der Gestalt Christi, dem Schutzpatron des Landes, der auf einem Globus steht und auf einem Sockel befestigt ist.
Die Statue zierte zuerst das Grab des 1913 während der Amtszeit ermordeten Präsidenten Manuel Enrique Araujo. 1942 schenkte die Familie Araujo die Statue dem Erzbischof von San Salvador. Erzbischof Luis Chávez y González weihte am 26. November 1942 anlässlich des ersten nationalen Eucharistischen Kongresses das Denkmal an seinem heutigen zentralen Platz ein. 
Durch das Erdbeben von 1986 fiel die Statue zu Boden und wurde schwer beschädigt. Sie wurde wieder aufgebaut und Monate nach der Kampagne Levantemos el alma salvadoreña wieder an ihren Platz gestellt. Bei diesem Anlass wurde auch der Plaza las Américas in Plaza Salvador del Mundo umbenannt. 
2010 wurde die gesamte Denkmalanlage einschließlich des umgebenen zentralen Platzes umgebaut. Die Statue wurde renoviert und erhielt eine neue Schutzlackierung. Die Arbeiten wurden am 7. Juni 2010 begonnen und am 18. November des Jahres beendet. Dieses Projekt wurde von der Grupo Roble im Auftrage der Stadtverwaltung durchgeführt.
Das nationale Denkmal ist auch Ausgangspunkt der jährlichen Paraden.